# James Charles Kopp
James Charles Kopp (* 21. srpna 1954 Pasadena v Kalifornii) je americký radikální odpůrce potratů, odsouzený za vraždu dr. Barnetta Slepiana, lékaře z New Yorku, který prováděl legálně interrupce. Kopp byl součástí skupiny „Lambs of Christ“.